# Колесник, Даниил Игоревич
Дании́л И́горевич Коле́сник (укр. Данило Ігорович Колесник; род. 22 сентября 2001, Киев) — украинский футболист, нападающий клуба «Колос» (Ковалёвка).

## Биография
В ДЮФЛУ выступал за киевские клубы «Арсенал-Киев» и «Монолит».
С 2018 по 2019 год выступал за юношеские и молодёжные команды «Арсенала» (Киев) и «Ворсклы». В 2020 году играл в чехии за «МСМ Академии». В начале января 2021 вернулся в Украину, где усилил молодёжную команду ковалёвского «Колоса».
В преддверии старта сезона 2021/22 годов перебрался в «ВПК-Агро». В футболке шевченковского клуба дебютировал 24 июля 2021 в проигранном (0:2) выездном поединке 1-го тура Первой лиги Украины против кременчугского «Кременя». Даниил вышел на поле на 73-й минуте, заменив Ивана Литвиненко.